# Claus von Oertzen

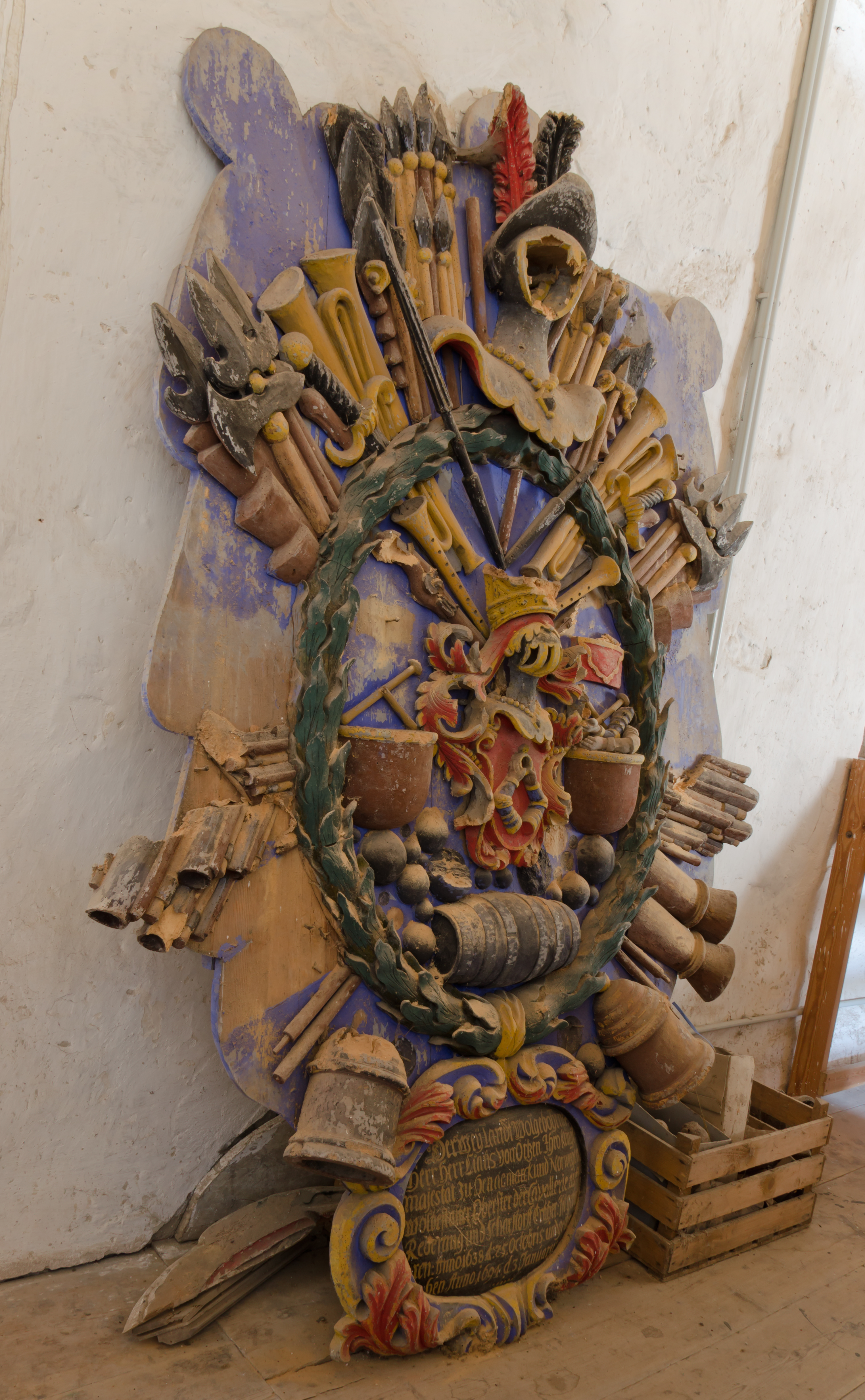
Epitaph für Claus von Oertzen in der Kirche von Kavelstorf

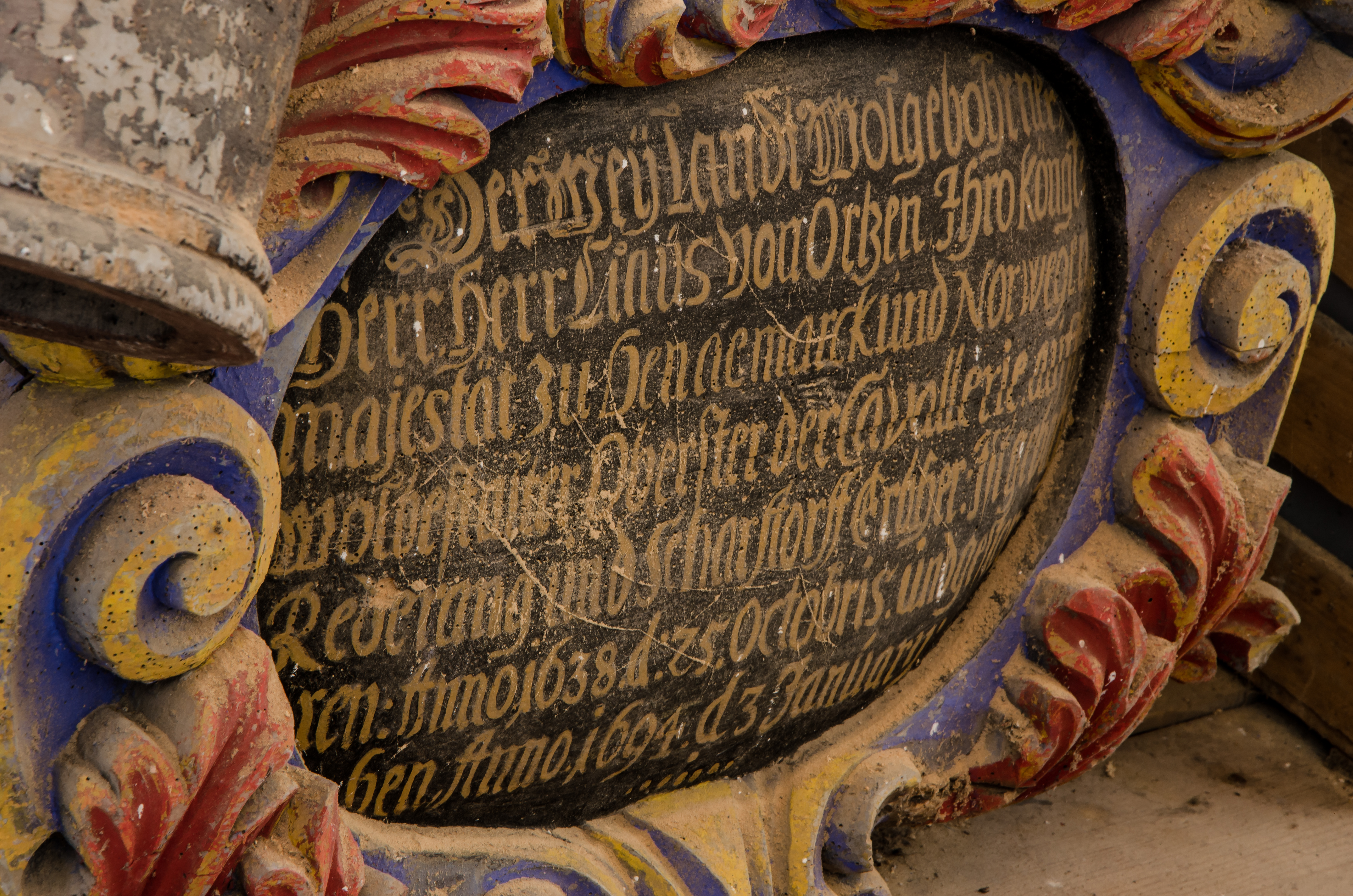
Textfeld des Totenschildes

Claus von Oertzen (* 25. Oktober 1638; † 3. Januar 1694) war ein königlich dänischer Generalmajor und Chef des Reiter-Regiments Baudissin. Er war zeitweise Gutsherr auf Bramstedt und Erbherr von Scharstoff und Rederank bei Satow (ab 1688). Seine Eltern waren Claus von Oertzen (* 29. März 1606; † 21. August 1638;  Erbherr von Gorow) und dessen Ehefrau Dorothea von Reventlow (* 2. Februar 1607; † 2. Februar 1670).

## Leben
Er war Page beim Herzog Christian Ludwig von Braunschweig-Lüneburg. Danach trat er in schwedische Kriegsdienste und wurde dort am 14. Juli 1670 Rittmeister. Im gleichen Jahr wechselte er in dänische Dienste. Dort kam er als Rittmeister in das Holsteiner National Reiter-Regiment unter Henrik Sehestedt. Am 22. Mai 1675 wurde er zum Oberstleutnant vorgeschlagen und wechselte als solcher im Jahr 1667 in das Schleswigsche National Reiter-Regiment. In der Schlacht bei Lund wurde er durch einen Schuss verwundet. Die Eskadron stand auf dem linken Flügel und griff dreimal an. In der Folge hatte sie alle Offiziere verloren, nur der Quartiermeister kam zurück.
Am 8. Februar 1677 wurde er in der Affäre-Sandberg als Zeuge vernommen. Er war da noch Oberstleutnant im Schleswiger National Reiter-Regiment unter Conrad von Reventlow. Aber im September 1677 wurde er Kommandeur des Regiments Gottfried Rauch. Im Jahr 1678 wurde er Oberst und Chef des Reiter-Regiments. Im April 1678 kam er nach Landskrona. Am 20. April 1678 wurde er mit 150 Mann ausgeschickt, um Kristianstad auszukundschaften. Im Juli 1679 wurde er Chef des Holsteiner Reiter-Regiments. Er verzichtet auf 600 Taler Werbegelder, da er das Regiment für zu schlecht hielt. Er bat daher im Herbst 1678 um seinen Restlohn und seinen Abschied. Statt seiner übernahm der Oberst Bernstorff die Komplettierung.
Oertzen zog sich vermutlich auf seine Güter zurück, wo er 1694 starb.

### Familie
Er heiratete 1669 Christine Sophie Amalie von Ahlefeldt (* 1650; † 22. Mai 1729), Tochter des Feldmarschalls Claus von Ahlefeldt und der Elisabeth Sophie Gyldenlöwe. Die Ehe wurde geschieden, sie behielt die Tochter, er den Sohn. Elisabeth heiratete danach am 13. Juli 1684 in Hamburg-Eppendorf (St.-Johannis-Kirche)  Gottfried von Kielmannseck, von dem sie sich spätestens 1696 trennte und auf Annullierung der Ehe drängte. Danach lebte sie mit dem 1716 zum russischen Generalmajor ernannten Johann Carl von Dieden, Herr zu Hurwenen. Aus der ersten Ehe entstammen Christian Ulrich, dänischer Leutnant († vermutlich 1698 in Ungarn), und Charlotte Friedrike, verheiratet mit Theodor Leopold vom Schmiedegk.
Auch Oertzen heiratete wieder. Seine zweite Frau wurde Hedwig von Ahlefeldt (* 20. April 1659; † nach 1701), Tochter von Cay von Ahlefeldt zu Aschow. Mit ihr hatte er einen Sohn und zwei Töchter:
- Claus († 13. Oktober 1738), Hauptmann
- Dorothea ⚭ N.N. von Kahlden aus Livland, Hauptmann
- Eleonore Elisabeth (* 21. November 1694; † 1754) ⚭ 1720 Ferdinand Joachim von Zülow († 7. Februar 1767), Oberst